# Svizzera boema

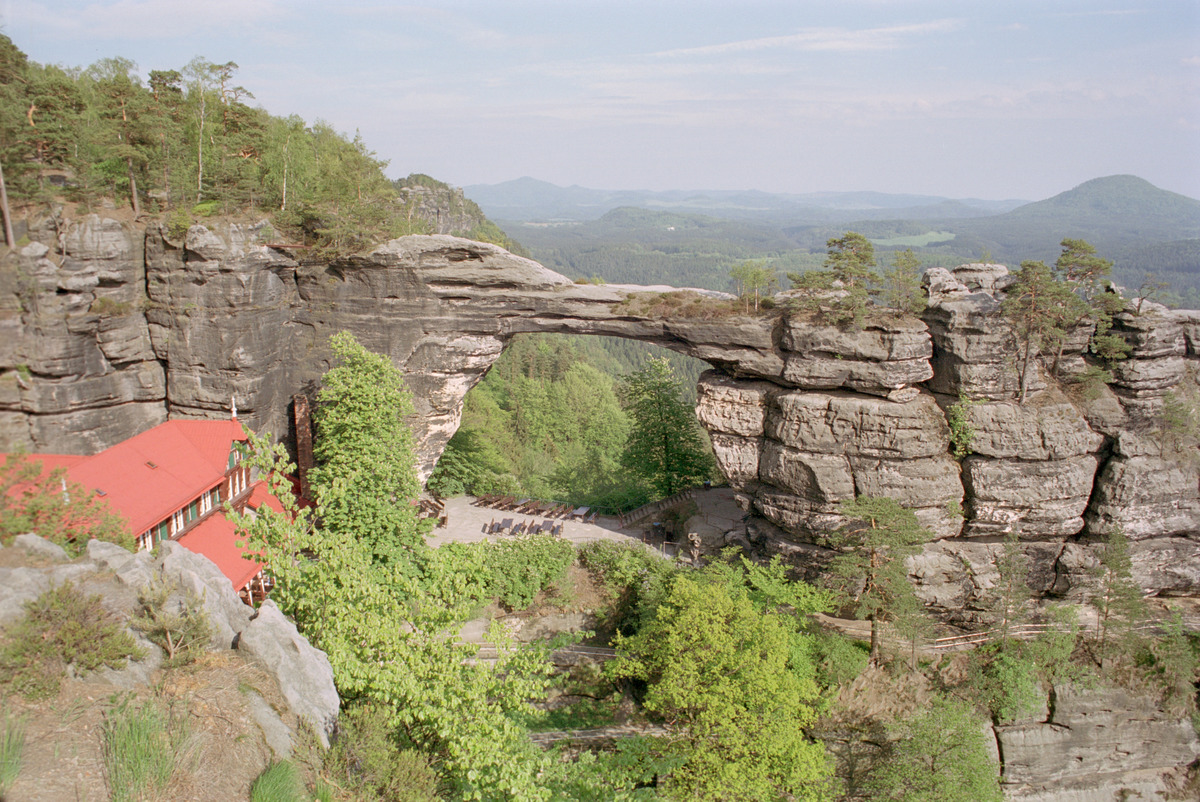

La Svizzera boema (in ceco České Švýcarsko; in tedesco Böhmische Schweiz), conosciuta anche come Svizzera ceca, è una regione geografica nord-occidentale e parco nazionale della Repubblica Ceca. È delimitata da entrambi i lati dal fiume Elba. Si estende a est sui monti lusaziani e a ovest sui monti Metalliferi. La sua vetta più alta è il monte Děčínský Sněžník, a 726 metri sul livello del mare. È una zona protetta dal 1972.